# Leersia lenticularis
Leersia lenticularis är en gräsart som beskrevs av André Michaux. Leersia lenticularis ingår i släktet vildrissläktet, och familjen gräs. Inga underarter finns listade i Catalogue of Life.